# Огородники (Дубровенский сельсовет)
Огородники (бел. Агаро́днікі) — деревня в Лидском районе Гродненской области Беларуси. Административный центр Дубровенского сельсовета.

## География
Пролегают дороги Н-6824, Н-6021.
Ближайшие населённые пункты Дубровня, Несиковщизна, Первомайский, Яськовцы и др.

### Гидрография
Рядом протекает река Нарва.

## История
С 1905 года в Лидской волости Лидского уезда Виленской губернии.
С 6 октября 1994 года деревня Огородники является административным центром Дубровенского сельсовета.

## Население

### Численность
- 2009 год — 609 жителей

### Динамика
- 1905 год — 113 жителей[2]
- 1999 год — 552 жителей (перепись населения)
- 2009 год — 609 жителей (перепись населения)[2]

## Галерея

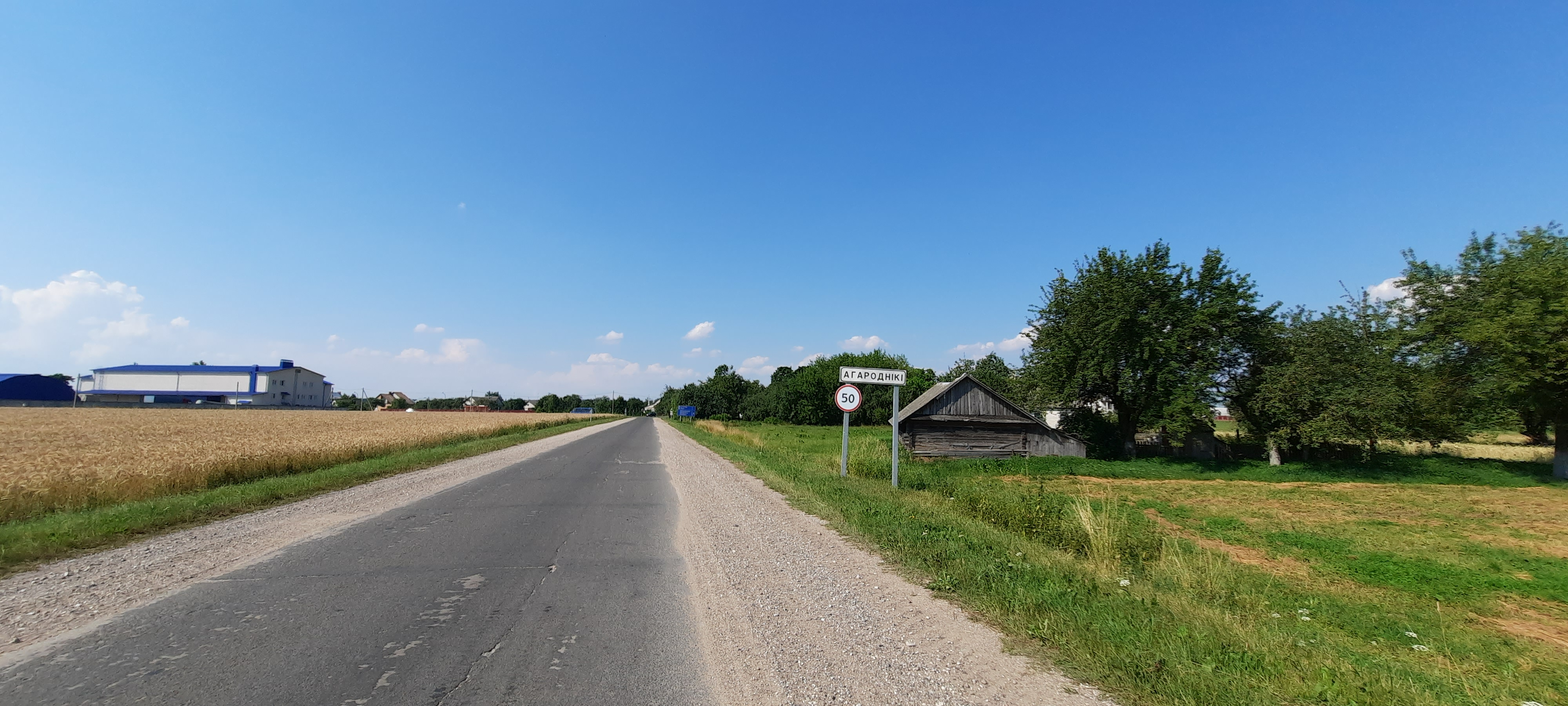
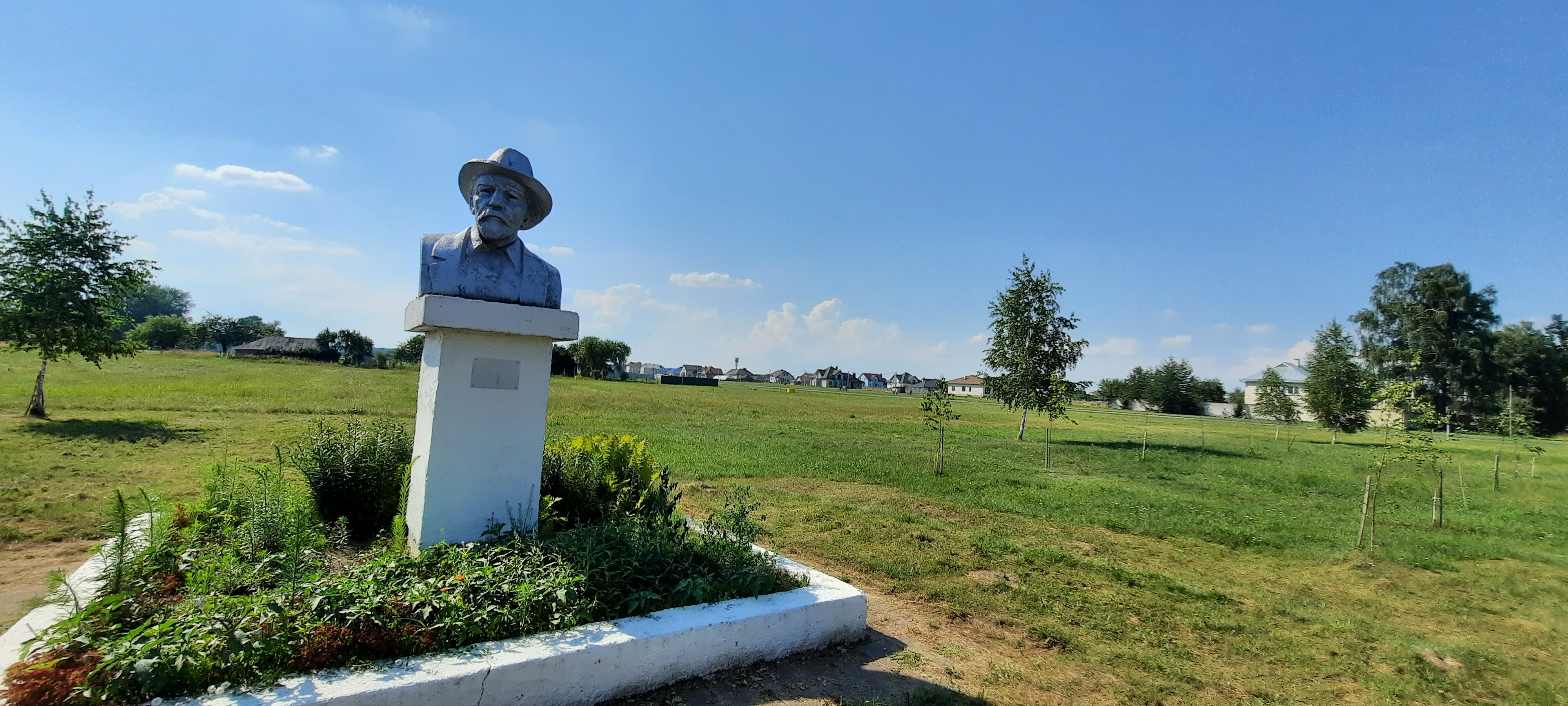
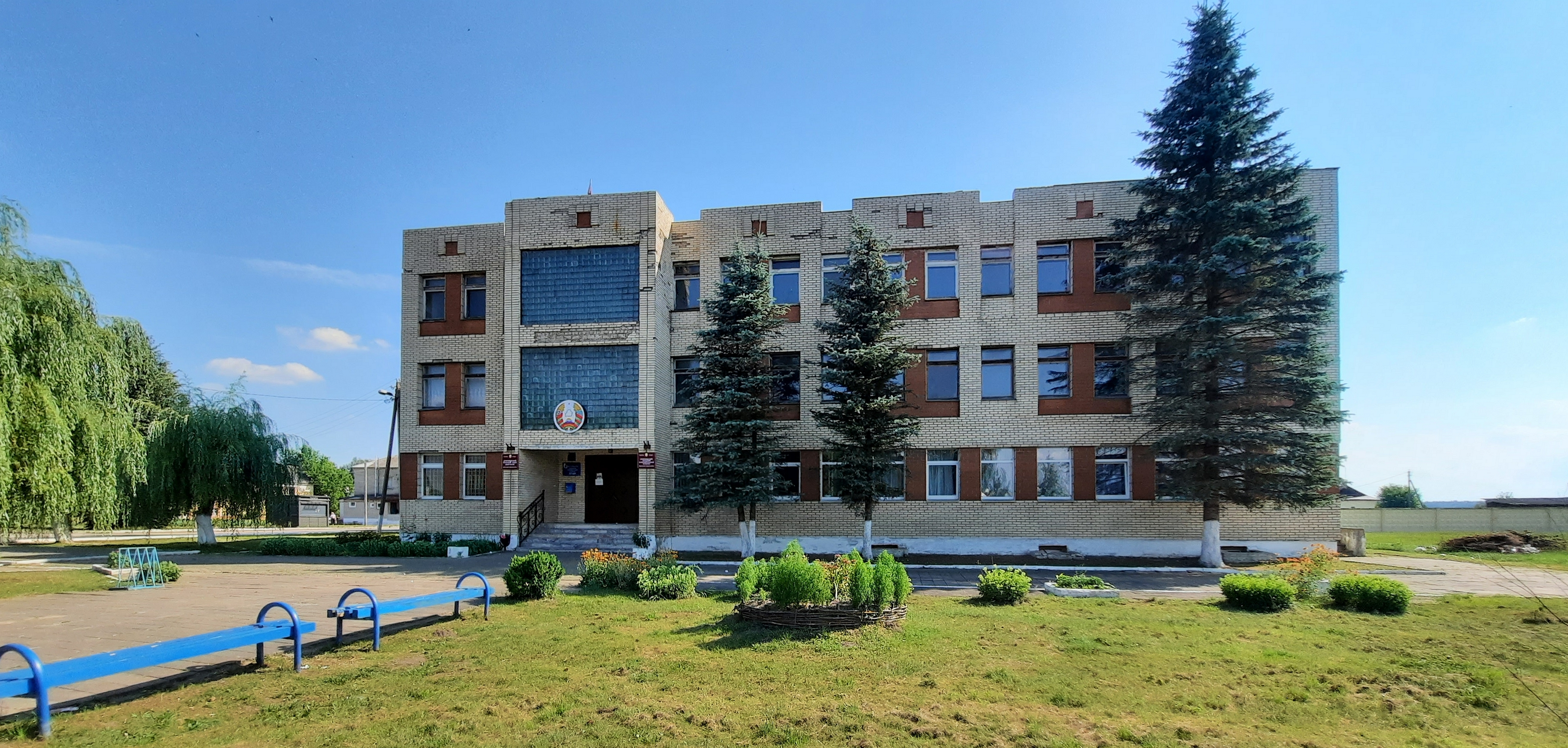

## Улицы
- Заречная
- Зелёная
- Луговая
- Мира
- Молодёжная
- Новая
- Речная
- Светлый переулок
- Сергея Дудко и др.

## Инфраструктура
- Детский сад
- Отделение почтовой связи
- Торговые объекты

## Достопримечательность
- Памятник воинам
- Памятник-бюст И. В. Мичурину